# NGC 6722
NGC 6722 este o galaxie situată în constelația Păunul. A fost descoperită în 8 iunie 1836 de către John Herschel. Se află la o distanță de 65,76 de megaparseci de Pământ.